# Schloss Bensberg

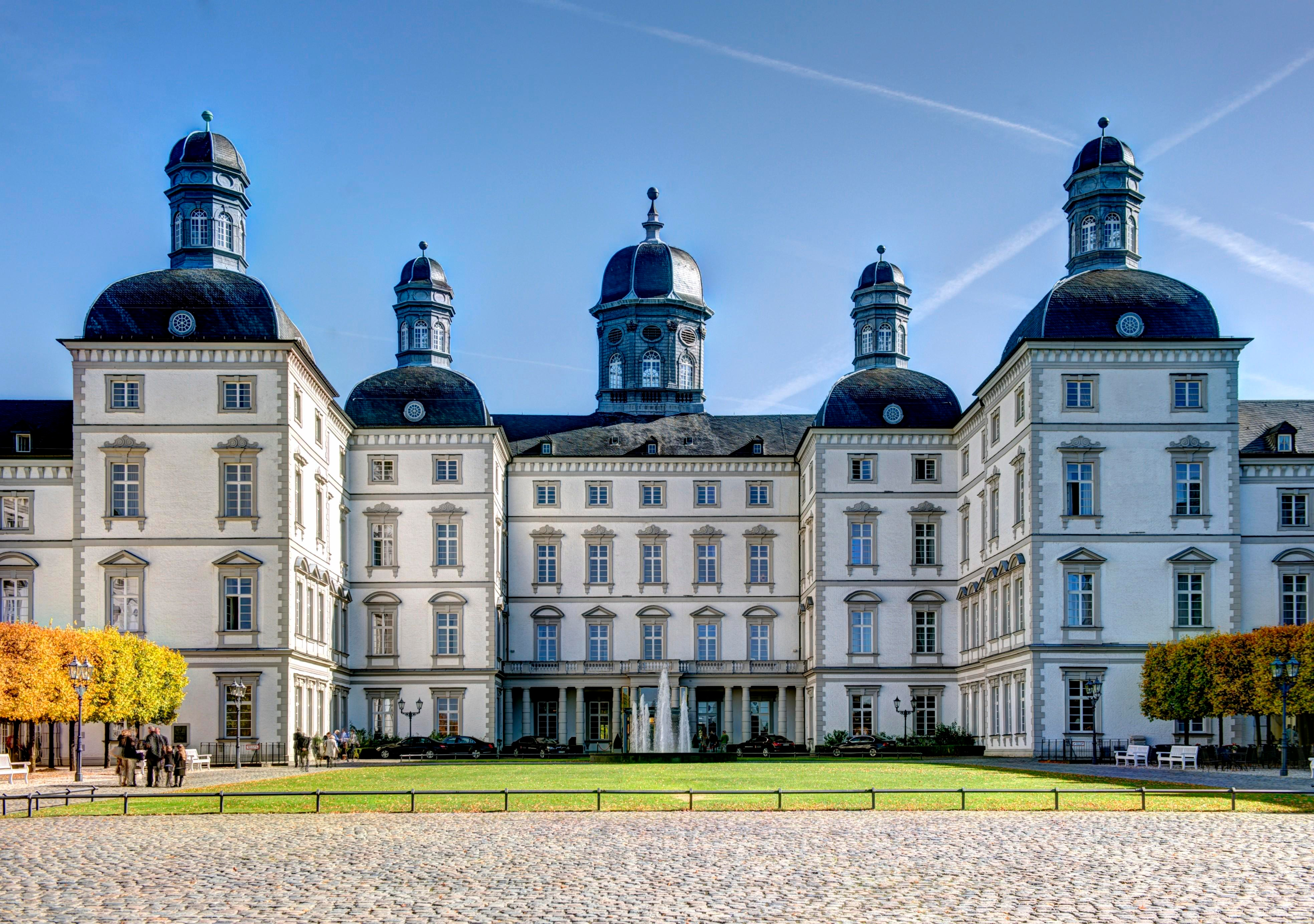
Schloss Bensberg, blik van de tuinzijde (2012)

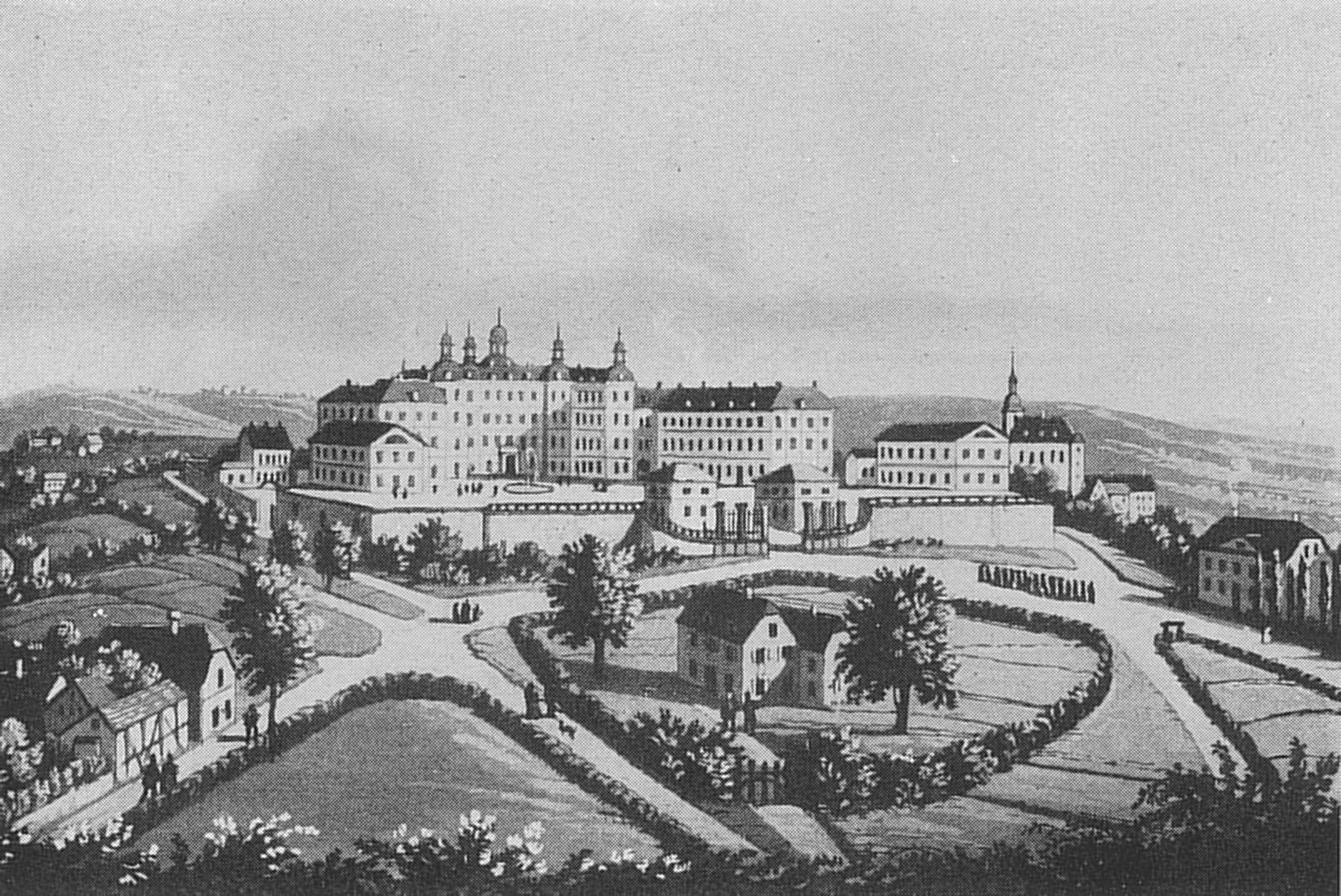
Schloss Bensberg in de 19e eeuw

Schloss Bensberg is een vroeg-18e-eeuws jachtslot, gebouwd in opdracht van keurvorst Johan Willem van de Palts. Het is gelegen in Bensberg, sinds 1975 een stadsdeel van de stad Bergisch Gladbach in Bergisches Land. Beperkt gebruikt als jachtslot werd het later onder meer een veldhospitaal en een cadettenschool. Sinds 2000 is het een vijfsterrenhotel.
Het jachtslot wordt soms aangeduid als het 'nieuwe' slot, om onderscheid te maken met de honderd meter zuidelijker gelegen 12e-eeuwse burcht van Bensberg, in de 13e eeuw sporadisch gebruikt als residentie van de graven van Berg, en zo ook vanaf 1218 benut door Engelbert II, keurvorst van Berg en aartsbisschop van Keulen. Engelbert verkoos de locatie omdat hij van daaruit beide territoria (het Bergische Land en het bisdom Keulen) kon beheren. 

## Geschiedenis
Keurvorst Johan Willem gaf de Italiaanse architect en ingenieur graaf Matteo d'Alberti in 1703 de opdracht een nieuw paleis in barokstijl te bouwen. De centrale as van het gebouwencomplex is precies uitgelijnd met de Dom van Keulen. De Duitse dichter Johann Georg Jacobi schreef kort na de afwerking van het kasteel in zijn dagboek:
"Het kasteel en het dorp zijn gelegen op een hoge berg, van waaruit men vele kilometers bossen, velden en heidevelden ziet, in de verte een stuk van de Rijn en het beroemde Zevengebergte. [...] Ik geloof dat de goden zo nu en dan hun nectar drinken op een zilveren wolk en de halve aarde overzien! („Schloss und Dorf liegen auf einem hohen Berge, von dem man viele Meilen voll Wälder, Äcker und Heiden, in der Ferne eine Strecke des Rheines und die berühmten Sieben Berge sieht. […] Ich glaube, dass die Götter dann und wann auf einer silbernen Wolke so ihren Nektar trinken und die Hälfte der Erde übersehen!“)"
Goethe schreef in het autobiografisch werk Aus meinem Leben - Dichtung und Wahrheit:
"Duidelijker vind ik een reis naar het jachtslot van Bensberg, dat, gelegen op de rechteroever van de Rijn, van het prachtigste uitzicht genoot. Wat me daar buitengewoon beviel waren de wanddecoraties van Weenix..." „Deutlicher ist mir eine Fahrt nach dem Jagdschloß Bensberg, das auf der rechten Seite des Rheins gelegen, der herrlichsten Aussicht genoß. Was mich daselbst über alle Maßen entzückte, waren die Wandverzierungen durch Weenix…“
De Nederlandse kunstschilder Jan Weenix kreeg van de keurvorst opdracht vanuit Düsseldorf kunstwerken te produceren voor de aankleding van het jachtslot.  Hij verbleef voor die opdracht in Düsseldorf van 1702 tot 1712. Voor het jachtslot schilderde hij twaalf gigantische schilderijen (345×562 cm), verdeeld over drie zalen. Weenix kreeg vermoedelijk een jaargeld toegewezen en hoefde daarvoor alleen jaarlijks een schilderij te leveren voor de collectie van het keurvorstelijk paar. Een aantal van deze schilderijen is overgebracht naar de Gemäldegalerie Düsseldorf en later tentoongesteld in de Alte Pinakothek in München.
Johann Wilhelm II heeft de voltooiing van zijn Bergische jachtslot niet meer mogen meemaken. Toen hij in 1716 stierf, was het verval van het prinselijk paleis Schloss Heidelberg al duidelijk en werd de aanzet gegeven tot de bouw van het Mannheimer Schloss. De volgende heersers verbleven meer in Mannheim in de Palts dan in het hertogdom Berg en bezochten het paleis zelden.
Aan het begin van de Coalitieoorlogen vochten het Franse Revolutionaire Leger en de Oostenrijkse regimenten in 1792 in de slag bij Jemappes. Ondanks verzet van de gravin van het kasteel, Helena Theresia Moureaux, werd in januari 1793 in kasteel Bensberg een veldhospitaal ingericht om de gewonden op te vangen. Het stond onder bevel van de stadscommandant van Keulen. Het hospitaal worstelde met de aanvoer van het nodige meubilair, stro als ligplaats voor de gewonden en brandhout. Ook voedselbevoorrading was een terugkerend knelpunt. Bovendien waren de hygiënische omstandigheden uiterst slecht. In maart 1793 brak voor het eerst tyfus uit, dat veel slachtoffers eiste. Om te voorkomen dat de epidemie zich verder verspreidde, werden de lijken per kar naar het dal van Milchborn gebracht en in grote massagraven begraven. In 1813 stelden ook de Fransen stelden een militair hospitaal in in kasteel Bensberg. Ook onder hen brak tyfus uit, wat weer leidde tot vele doden, die ook in het Milchborntal bij de keizerlijke graven werden begraven. Op het keizerlijk kerkhof en het Franse kerkhof werden in Milchborntal gedenktekens opgericht voor de omgekomen soldaten.

## Militair gebruik
Van 1840 tot 1918 deed het kasteel dienst als Pruisische cadettenschool. Na de Eerste Wereldoorlog werden kazernes voor de bezettingstroepen ingericht. Nadien was het kasteel aan renovatie toe. Een aantal vleugels werd vanaf 1922 niet meer benut. Delen van het enorme gebouw werden lange tijd gebruikt door het gemeentebestuur van Bensberg en de protestantse kerk. Soms waren hier wel 41 dakloze gezinnen gehuisvest. Van 1935 tot 1945 vestigden de nationaalsocialisten er een Nationaal Politiek Opvoedingsinstituut (officiële afkorting: NPEA, in de volksmond NAPOLA). Na 1945 werd het gebruikt door Amerikaanse, Britse en, vanaf 1946, Belgische bezettingstroepen. Van 1965 tot 1999 was het de zetel van de Belgische middelbare school Koninklijk Atheneum Bensberg. In 2012 werd er door 2 oud-leerlingen, aan de hoofdingang een gedenkplaat gehangen. Ter herinnering aan deze periode.

## Hotel
In 1997 werd het gebouw omgebouwd tot hotel. Het hotel, eigendom van Generali Deutschland Lebensversicherung AG, wordt sinds de opening in 2000 geëxploiteerd door de Althoff Hotels groep. Het beschikt over 84 kamers alsmede 36 suites en drie restaurants, waaronder het restaurant Vendôme van chef-kok Joachim Wissler, sinds 2006 bekroond met drie Michelinsterren.
Tijdens de coronapandemie had 1. FC Köln in 2021 als oord van quarantaine in het hotel en de aanpalende velden een trainingsfaciliteit ingericht waar men kon oefenen en trainen.